# Степанівка (Самарівський район)
Степа́нівка — село в Україні, у Магдалинівській селищній громаді Самарівського району Дніпропетровської області. Населення за переписом 2001 року становить 211 осіб. До 2019 року орган місцевого самоврядування — Котовська сільська рада.

## Географія
Село Степанівка розташоване за 103 км від обласного центру, 80 км від районного центру та 36 км від адміністративного центру громади, на лівому березі річки Оріль (річка в цьому місці звивиста, утворює лимани, стариці та заболочені озера), вище за течією на відстані 2 км розташоване село Ковпаківка. Поруч із селом проходить канал Дніпро — Донбас, на протилежному березі — село Котовка. Найближча залізнична станція — Бузівка (за 20 км).

## Історія
Село Степанівка було засноване в 1820-х роках Степаном Федоровичем Булюбашем, відомим місцевим землевласником. Село розташоване біля річки Оріль, неподалік від села Ковпаківка, яке Булюбаш отримав у посаг після шлюбу з Надєждою Панасівною Ковпак, дочкою козацького полковника Панаса Федоровича Ковпака.

### Походження земель
Після знищення Запорізької Січі значні території були передані представникам козацької старшини, які служили російському престолу. Козацький полковник Панас Федорович Ковпак отримав значні земельні наділи біля річки Оріль, де заснував села Панасівку, Ковпаківку та Яризівку.

### Спадкоємство
Після смерті Панаса Ковпака його маєток був розділений між двома доньками: Анісією та Надєждою. Анісія успадкувала село Панасівку, а Надєжда, яка вступила в шлюб з майором Степаном Булюбашем, отримала Ковпаківку разом із навколишніми землями.

### Заснування Степанівки
У 1820-х роках Степан Булюбаш заснував село Степанівку поруч із своїм винокурним заводом. Після його смерті в 1833 році три сини Булюбаша — Федір, Михайло та Порфірій — розділили батьківські володіння:
- Федір Степанович Булюбаш отримав частину Ковпаківки, включаючи 211 кріпаків, 2020 гектарів орної землі та 60 гектарів лісу.
- Михайло Степанович Булюбаш отримав іншу частину Ковпаківки з 113 кріпаками, 1218 гектарів землі та 67 гектарів лісу. Також він успадкував село Чистопіль від поручика Павла Сафроновича Дьяченка.
- Порфірій Степанович Булюбаш, колезький реєстратор, став власником Степанівки, разом із 114 кріпаками, 1220 гектарами землі та 71 гектаром лісу.

### Подальша історія
Наступним власником Степанівки став поміщик Януарій Вікентійович Буковецький, який, за припущеннями, міг одружитися з дочкою Порфірія Степановича Булюбаша і отримати село як посаг. Місцеві старожили іноді називали село «Буковещиною» на честь Буковецького.

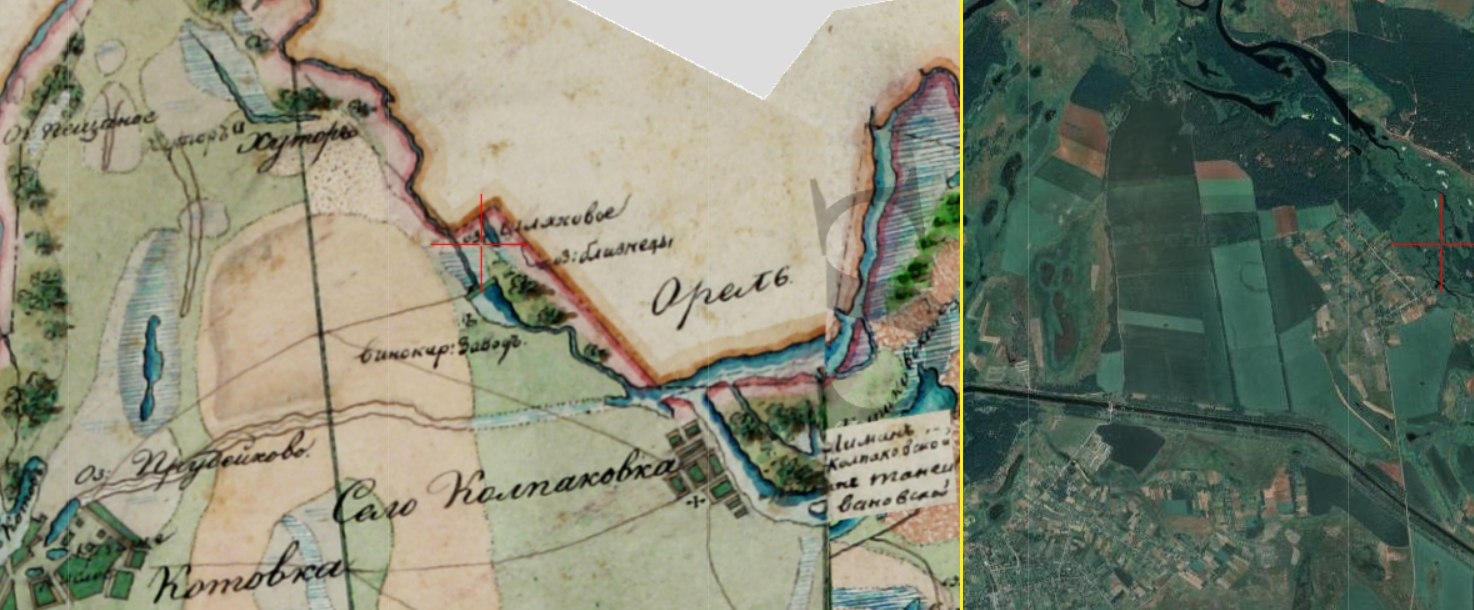

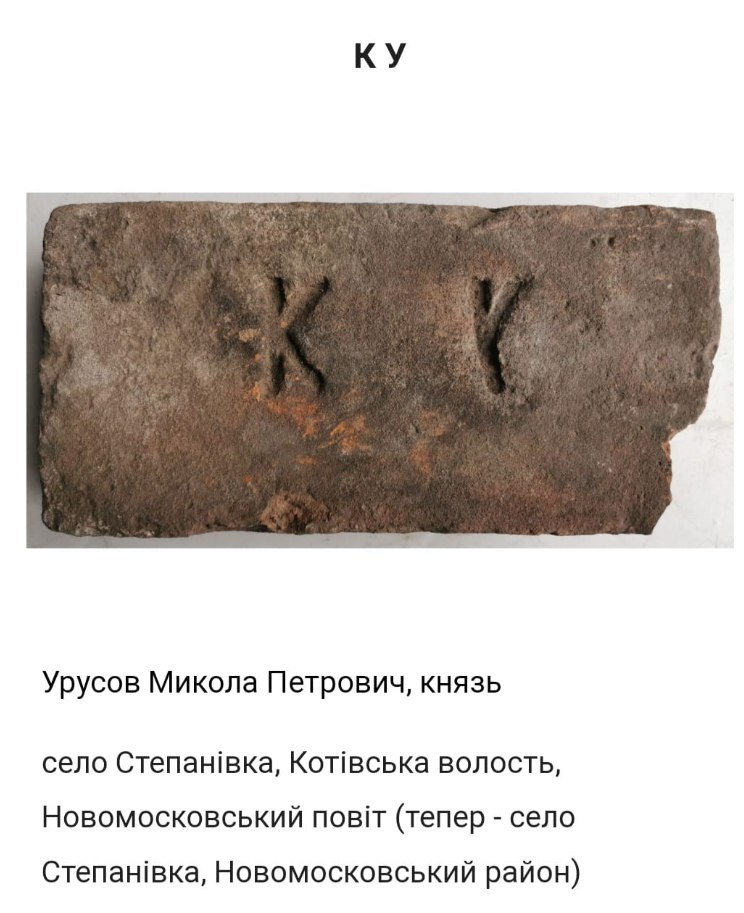

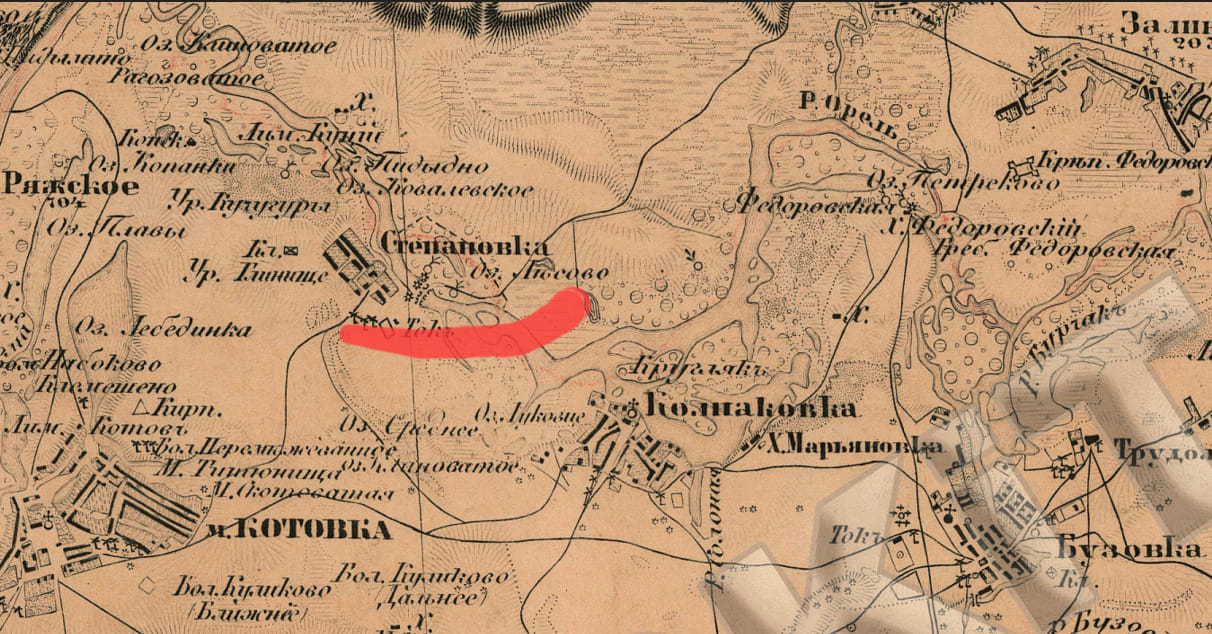

У 2019 році Котовська сільська рада, в ході децентралізації, була об'єднана з Магдалинівською селищною громадою.
17 липня 2020 року, в результаті адміністративно-територіальної реформи та ліквідації Магдалинівського району, село увійшло до складу новоутвореного Новомосковського району.

## Пам'ятки
Поблизу села знаходиться ботанічна пам'ятка природи місцевого значення «Ділянка соснових насаджень».

## Видатні постаті
- Томильченко Михайло Минович - (1 листопада 1881 — рік смерті невід.) - член Української Центральної Ради.